# Вилафранка Сикула
Вилафра̀нка Сѝкула (на италиански и на сицилиански Villafranca Sicula) е село и община в Южна Италия, провинция Агридженто, автономен регион и остров Сицилия. Разположено е на 326 m надморска височина. Населението на общината е 1436 души (към 2010 г.).